# مارکو برگر
مارکو برگر (انگلیسی: Marco Berger؛ زادهٔ ۸ دسامبر ۱۹۷۷) کارگردان، فیلم‌نامه‌نویس، تدوین‌گر، و فیلم‌بردار اهل آرژانتین است.